# Bedaquiline
Bedaquiline, được bán dưới tên thương mại là Sirturo, là một loại thuốc dùng để điều trị bệnh lao phổi đang hoạt động. Thuốc này cũng được sử dụng đặc hiệu để điều trị bệnh lao đa kháng thuốc (MDR-TB) khi không thể sử dụng các phương pháp điều trị khác. Chúng nên được sử dụng phối hợp cùng với ít nhất ba loại thuốc khác để điều trị bệnh lao. Bedaquiline được đưa vào cơ thể qua đường miệng.
Các tác dụng phụ thường gặp bao gồm buồn nôn, đau khớp, đau đầu và đau ngực. Tác dụng phụ nghiêm trọng hơn có thể có như QT kéo dài (trong nhịp tim), rối loạn chức năng gan, và tăng nguy cơ tử vong. Mặc dù chưa có tác hại được báo cáo nếu dùng thuốc khi đang mang thai, nhưng điều này chưa được nghiên cứu kỹ.  Bedaquiline nằm trong nhóm thuốc kháng histamine diarylquinoline. Chúng hoạt động bằng cách ngăn chặn khả năng của vi khuẩn M. tuberculosis tổng hợp adenosine 5'-triphosphate (ATP).
Bedaquiline đã được chấp thuận cho sử dụng y tế tại Hoa Kỳ vào năm 2012. Nó nằm trong danh sách các thuốc thiết yếu của Tổ chức Y tế Thế giới, tức là nhóm các loại thuốc hiệu quả và an toàn nhất cần thiết trong một hệ thống y tế. Chi phí cho sáu tháng điều trị là khoảng $ 900 USD ở các nước có thu nhập thấp, $ 3,000 USD ở các nước có thu nhập trung bình, và $ 30,000 USD ở các nước thu nhập cao.